# 奥萨区 (冰岛)
奥萨区是冰岛南部区的市镇。市镇面积为2,942平方公里，人口数量为295人（2023年）。